# Menden (Sauerland)
Menden (Sauerland) [ˈmɛndn̩] – miasto w Niemczech, w kraju związkowym Nadrenia Północna-Westfalia, w rejencji Arnsberg, w powiecie Märkischer Kreis. W 2010 roku liczyło 55 496 mieszkańców.

## Współpraca
Miejscowości paartnerskie:
- Aire-sur-la-Lys, Francja - kontakty utrzymuje dzielnica Lendringsen
- Ardres, Francja - kontaktu utrzymuje dzielnica Halingen
- Braine-l’Alleud, Belgia
- Chalkida, Grecja
- Eisenberg, Turyngia
- Flintshire, Walia
- Lestrem, Francja - kontakty utrzymuje dzielnica Schwitten
- Locon, Francja - kontakty utrzymuje dzielnica Oesbern
- Marœuil, Francja
- Płungiany, Litwa